# Grattacieli (film 1928)
Grattacieli (Skyscraper) è un film del 1928 diretto da Howard Higgin sotto la supervisione di Walter Woods. Prodotto dalla DeMille Pictures Corporation e distribuito dalla Pathé Exchange, aveva come interpreti William Boyd, Alan Hale, Sue Carol, Alberta Vaughn, Wesley Barry, Paul Weigel.
Nel 1930, Elliott J. Clawson fu candidato all'Oscar per la miglior sceneggiatura (oltre che per questo film, ricevette la candidatura anche per The Cop, Tutti per uno (The Leatherneck), Sal of Singapore).

## Trama
Blondy e Slim, grandi amici, lavorano come operai specializzati. Un giorno, Blondy - nel tentativo di salvare Slim -  resta gravemente ferito. Non potendo più lavorare, l'uomo soffre di depressione. Sarà Slim a riportarlo a interessarsi di nuovo alla vita usando il sotterfugio di fingere di corteggiare la ragazza che Blondy ama. La gelosia risveglia i sentimenti di Blondy e lo porta sulla via della guarigione.

## Produzione
Il film fu prodotto dalla DeMille Pictures Corporation.

## Distribuzione
Il copyright del film, richiesto dalla Pathé Exchange, Inc., fu registrato il 2 aprile 1928 con il numero LP25114; la pellicola uscì nelle sale cinematografiche degli Stati Uniti l'8 aprile 1928, presentato il 9 a New York al Paramount Theatre. Nello stesso anno, la Bayerische Film lo distribuì in Germania con il titolo Wolkenkratzer. In Argentina, uscì il 23 novembre 1928 come El rascacielos; in Danimarca, il 10 dicembre 1928 come Skyskrabernes Helte; in Finlandia, il 10 marzo 1930.

### Conservazione
Copia completa della pellicola si trova conservata negli archivi del Gosfilmofond di Mosca, dell'UCLA Film And Television Archive di Los Angeles, della Library of Congress di Washington.